# Aldrovani Menon
Aldrovani Menon (30 juli 1972) is een voormalig Braziliaans voetballer.

## Carrière
Aldrovani Menon speelde tussen 1993 en 1994 voor Yokohama Flügels.